# Panathīnaïkos Athlītikos Omilos 1995-1996 (pallacanestro maschile)
Questa voce raccoglie le informazioni riguardanti il Panathīnaïkos B.C. nelle competizioni ufficiali della stagione 1995-1996.

## Stagione
La stagione 1995-1996 del Panathīnaïkos è la 45ª nel massimo campionato greco di pallacanestro, l'A1 Ethniki.

## Roster
Aggiornato al 6 dicembre 2021.
| Panathīnaïkos BSA 1995-96 | Panathīnaïkos BSA 1995-96 |
| Giocatori                 | Staff tecnico             |
| ------------------------- | ------------------------- |

| N. | Naz.                                       | Ruolo | Nome                     | Anno | Alt.   | Peso   |  |
| -- | ------------------------------------------ | ----- | ------------------------ | ---- | ------ | ------ |  |
| 4  | Grecia (bandiera)                          | AP    | Fragkiskos Alvertīs      | 1974 | 206 cm | 100 kg |  |
| 5  | Estonia (bandiera) · Grecia (bandiera)     | P     | Tiit Sokk                | 1964 | 191 cm | 97 kg  |  |
| 6  | Grecia (bandiera)                          | G     | Vaggelīs Vourtzoumīs     | 1969 | 194 cm | 93 kg  |  |
| 7  | Grecia (bandiera)                          | P     | Kōstas Patavoukas        | 1966 | 192 cm | 92 kg  |  |
| 8  | Grecia (bandiera)                          | AG    | Nikos Oikonomou          | 1973 | 208 cm | 106 kg |  |
| 9  | Stati Uniti (bandiera) · Grecia (bandiera) | P     | Jon Korfas               | 1962 | 181 cm | 75 kg  |  |
| 10 | Grecia (bandiera)                          | G     | Panagiōtīs Giannakīs (C) | 1959 | 192 cm | 98 kg  |  |
| 11 | Croazia (bandiera)                         | C     | Stojko Vranković         | 1964 | 218 cm | 118 kg |  |
| 12 | Stati Uniti (bandiera)                     | A     | Dominique Wilkins        | 1960 | 204 cm | 102 kg |  |
| 13 | Grecia (bandiera)                          | A     | Tzanīs Stavrakopoulos    | 1971 | 203 cm |        |  |
| 14 | Jugoslavia (bandiera) · Grecia (bandiera)  | C     | Miroslav Pecarski        | 1967 | 210 cm | 116 kg |  |
| 15 | Grecia (bandiera)                          | AG    | Chrīstos Myriounīs       | 1971 | 204 cm |        |  |
|    | Estonia (bandiera) · Grecia (bandiera)     | G     | Aivar Kuusmaa            | 1967 | 188 cm | 91 kg  |  |

| Allenatore                                                     |
| - Božidar Maljković                                            |
| Assistente/i                                                   |
| - Nessuno Legenda - (C) Capitano - (IN) Inattivo - Infortunato |

## Mercato

### Sessione estiva
| Acquisti | Acquisti              | Acquisti         | Acquisti   | Acquisti |
| R.       | Nome                  | da               | Modalità   |          |
| -------- | --------------------- | ---------------- | ---------- | -------- |
| P        | Jon Korfas            | PAOK Salonicco   | definitivo |          |
| A        | Dominique Wilkins     | Boston Celtics   | definitivo |          |
| G        | Vaggelīs Vourtzoumīs  | Aris Salonicco   | definitivo |          |
| A        | Tzanīs Stavrakopoulos | Ampelokīpi Atene | definitivo |          |

| Cessioni | Cessioni                 | Cessioni         | Cessioni       | Cessioni |
| R.       | Nome                     | a                | Modalità       |          |
| -------- | ------------------------ | ---------------- | -------------- | -------- |
| A        | Žarko Paspalj            | Paniōnios        | fine contratto |          |
| G        | Giannīs Geōrgikopoulos   | Apollon Patrasso | prestito       |          |
| C        | Giannīs Papagiannīs      | AEK Atene        | fine contratto |          |
| A        | Giōrgos Chrysanthopoulos | Aris Salonicco   | fine contratto |          |